# Rio Open
Rio Open, właściwie Rio Open presented by Claro – męski turniej tenisowy kategorii ATP Tour 500 wchodzący w skład rozgrywek ATP Tour, rozgrywany na nawierzchni ceglanej w Rio de Janeiro począwszy od 2014 roku. W latach 2014–2016 organizowana była kobieca impreza kategorii WTA International Series zaliczana do cyklu WTA Tour.
Zawody kobiece zajęły w kalendarzu WTA Tour miejsce rozgrywek, które w latach 2002–2013 organizowano w Memphis, natomiast turniej mężczyzn przejął miejsce rozgrywanych od 1972 roku zawodów w San Jose.

## Mecze finałowe

### Gra pojedyncza mężczyzn
| Rok  | Zwycięzca                                    | Finalista                                    | Wynik                                        |
| 2025 | Sebastián Báez                               | Alexandre Müller                             | 6:2, 6:3                                     |
| 2024 | Sebastián Báez                               | Mariano Navone                               | 6:2, 6:1                                     |
| 2023 | Cameron Norrie                               | Carlos Alcaraz                               | 5:7, 6:4, 7:5                                |
| 2022 | Carlos Alcaraz                               | Diego Schwartzman                            | 6:4, 6:2                                     |
| 2021 | Turniej anulowano z powodu pandemii COVID-19 | Turniej anulowano z powodu pandemii COVID-19 | Turniej anulowano z powodu pandemii COVID-19 |
| 2020 | Cristian Garín                               | Gianluca Mager                               | 7:6(3), 7:5                                  |
| 2019 | Laslo Đere                                   | Félix Auger-Aliassime                        | 6:3, 7:5                                     |
| 2018 | Diego Schwartzman                            | Fernando Verdasco                            | 6:2, 6:3                                     |
| 2017 | Dominic Thiem                                | Pablo Carreño-Busta                          | 7:5, 6:4                                     |
| 2016 | Pablo Cuevas                                 | Guido Pella                                  | 6:4, 6:7(5), 6:4                             |
| 2015 | David Ferrer                                 | Fabio Fognini                                | 6:2, 6:3                                     |
| 2014 | Rafael Nadal                                 | Ołeksandr Dołhopołow                         | 6:3, 7:6(3)                                  |

### Gra podwójna mężczyzn
| Rok  | Zwycięzcy                                    | Finaliści                                    | Wynik                                        |
| 2025 | Rafael Matos Marcelo Melo                    | Pedro Martínez Jaume Munar                   | 6:2, 7:5                                     |
| 2024 | Nicolás Barrientos Rafael Matos              | Alexander Erler Lucas Miedler                | 6:4, 6:3                                     |
| 2023 | Máximo González Andrés Molteni               | Juan Sebastián Cabal Marcelo Melo            | 6:1, 7:6(3)                                  |
| 2022 | Simone Bolelli Fabio Fognini                 | Jamie Murray Bruno Soares                    | 7:5, 6:7(2), 10–6                            |
| 2021 | Turniej anulowano z powodu pandemii COVID-19 | Turniej anulowano z powodu pandemii COVID-19 | Turniej anulowano z powodu pandemii COVID-19 |
| 2020 | Marcel Granollers Horacio Zeballos           | Salvatore Caruso Federico Gaio               | 6:4, 5:7, 10–7                               |
| 2019 | Máximo González Nicolás Jarry                | Thomaz Bellucci Rogério Dutra Silva          | 6:7(3), 6:3, 10–7                            |
| 2018 | David Marrero Fernando Verdasco              | Nikola Mektić Alexander Peya                 | 5:7, 7:5, 10–8                               |
| 2017 | Pablo Carreño-Busta Pablo Cuevas             | Juan Sebastián Cabal Robert Farah            | 6:4, 5:7, 10–8                               |
| 2016 | Juan Sebastián Cabal Robert Farah            | Pablo Carreño-Busta David Marrero            | 7:6(5), 6:1                                  |
| 2015 | Martin Kližan Philipp Oswald                 | Pablo Andújar Oliver Marach                  | 7:6(3), 6:4                                  |
| 2014 | Juan Sebastián Cabal Robert Farah            | David Marrero Marcelo Melo                   | 6:4, 6:2                                     |

### Gra pojedyncza kobiet
| Rok  | Zwyciężczyni        | Finalistka                | Wynik         |
| 2016 | Francesca Schiavone | Shelby Rogers             | 2:6, 6:2, 6:2 |
| 2015 | Sara Errani         | Anna Karolína Schmiedlová | 7:6(2), 6:1   |
| 2014 | Kurumi Nara         | Klára Zakopalová          | 6:1, 4:6, 6:1 |

### Gra podwójna kobiet
| Rok  | Zwyciężczynie                        | Finalistki                         | Wynik       |
| 2016 | Verónica Cepede Royg María Irigoyen  | Tara Moore Conny Perrin            | 6:1, 7:6(5) |
| 2015 | Ysaline Bonaventure Rebecca Peterson | Irina-Camelia Begu María Irigoyen  | 3:0 krecz   |
| 2014 | Irina-Camelia Begu María Irigoyen    | Johanna Larsson Chanelle Scheepers | 6:2, 6:0    |